# St. Bernhard (Soisdorf)

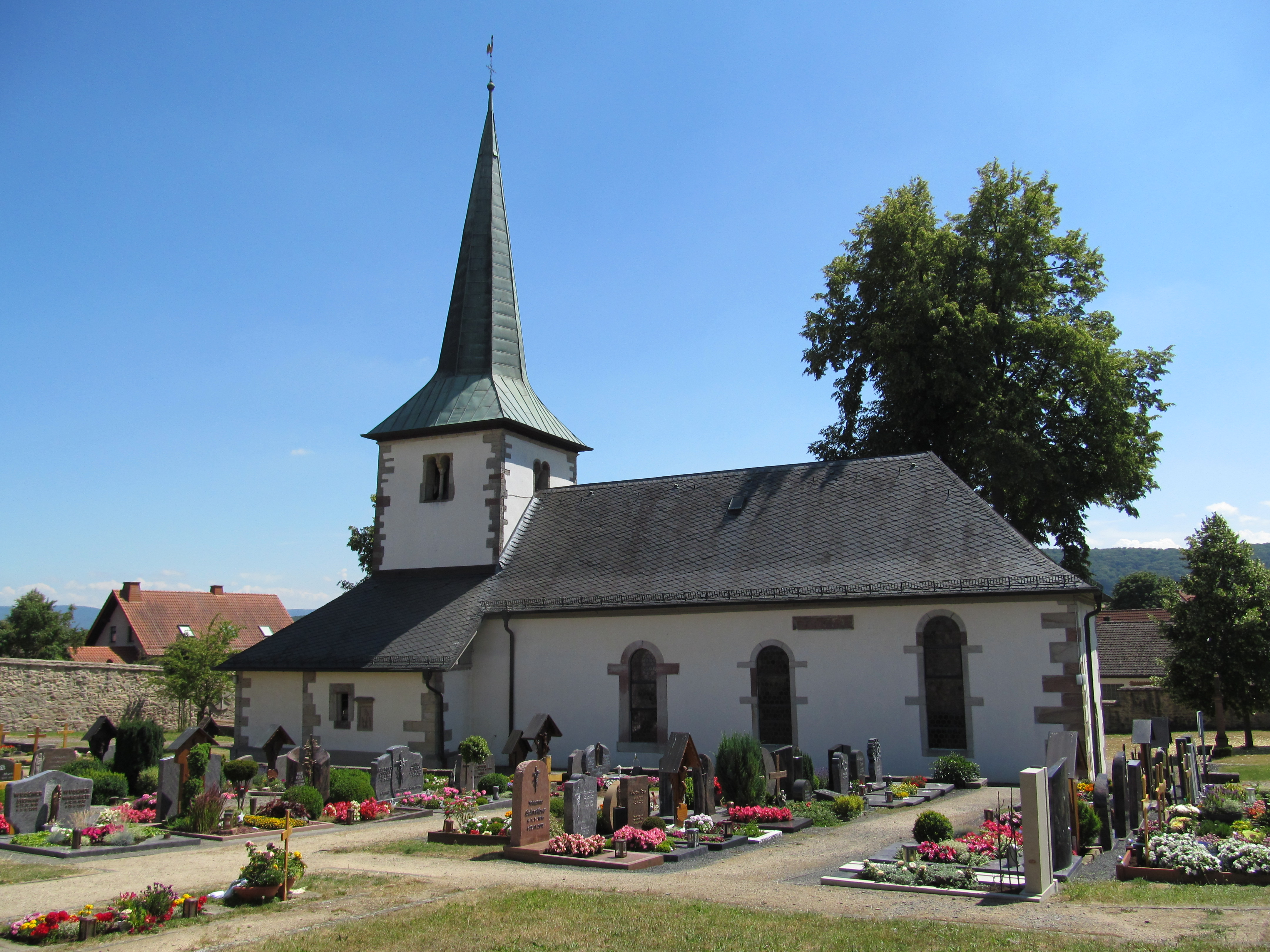
Kirche St. Bernhard in Soisdorf

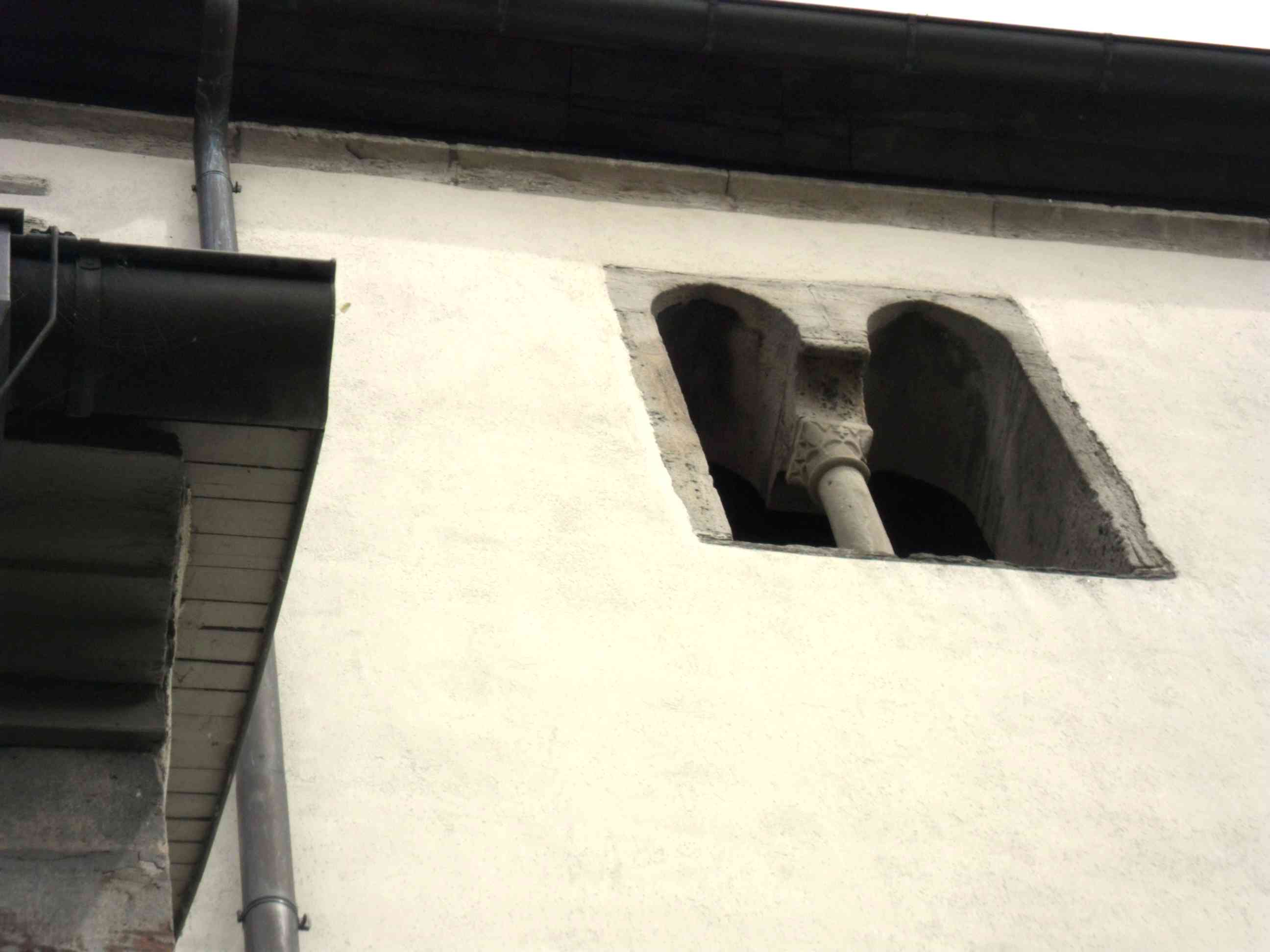
Biforium im Kirchturm

Die katholische Kirche St. Bernhard in Soisdorf, einem Ortsteil der Gemeinde Eiterfeld im osthessischen Landkreis Fulda, wurde von 1718 bis 1723 vermutlich nach Plänen von Andrea Gallasini umgebaut und nach Westen erweitert. Die Kirche an der Kirchgasse 7 ist ein geschütztes Kulturdenkmal.

## Außenbau
Die dem heiligen Bernhard von Clairvaux geweihte Kirche ist ein schlichter Rechteckbau mit eingezogenem Chorturm. Das Kirchenschiff mit vier Achsen besitzt Rundbogenfenster und wird von einem einseitigen Walmdach gedeckt. Das West- und das Nordportal haben barock profilierte Gewände mit Ohren und einem Schlussstein. Die Fassade wird durch die Eckquaderung aus Sandstein charakterisiert. Zwischen dem Portal und dem ovalen Fenster der Westseite ist ein Wappenstein des Fürstabtes des Klosters Fulda Konstantin von Buttlar (1714–1726) angebracht. Das Chronogramm ergibt die Jahreszahl 1719.
Der an der Ostseite eingerückte und von einem achtseitigen Spitzhelm bedeckte Chorturm stammt im Kern aus romanischer Zeit. Er hat im Untergeschoss Rundbogenfenster aus barocker Zeit und im Obergeschoss gekuppelte Schallarkaden mit Säulen und Blattkapitellen aus romanischer Zeit. 
Im Norden wurde im 15. Jahrhundert eine Sakristei angebaut, ihre östliche Erweiterung stammt aus neuerer Zeit. In ihrer nördlichen Außenwand ist ein spätgotischer Reliefstein eingelassen. Er zeigt Jesus mit Kreuznimbus und gekreuzten Armen als Schmerzensmann. 

## Innenraum
Der Innenraum ist als Saal mit stuckierter Spiegeldecke und rundem Chorbogen gestaltet. Der Altarraum weist ein Kreuzgratgewölbe auf. Die Fresken an Decke und Wänden wurden von Hermann Wirth geschaffen.

## Ausstattung
Von der Kirchenausstattung ist erwähnenswert:
- Barocker Hauptaltar aus der Zeit um 1720 mit zum Teil modernen Figuren
- Barocke Kanzel
- Der Taufstein aus dem 16. Jahrhundert hat einen gedrehten Fuß und ein rundes Becken.